# Tenexatlajco
Tenexatlajco är en ort i Mexiko.   Den ligger i kommunen Chilapa de Álvarez och delstaten Guerrero, i den södra delen av landet, 210 km söder om huvudstaden Mexico City. Tenexatlajco ligger 1 801 meter över havet och antalet invånare är 303.
Terrängen runt Tenexatlajco är huvudsakligen kuperad, men åt sydväst är den bergig. Runt Tenexatlajco är det ganska tätbefolkat, med 60 invånare per kvadratkilometer. Närmaste större samhälle är Chilapa de Alvarez, 10,0 km öster om Tenexatlajco. I omgivningarna runt Tenexatlajco växer huvudsakligen savannskog.